# Día del Bailarín

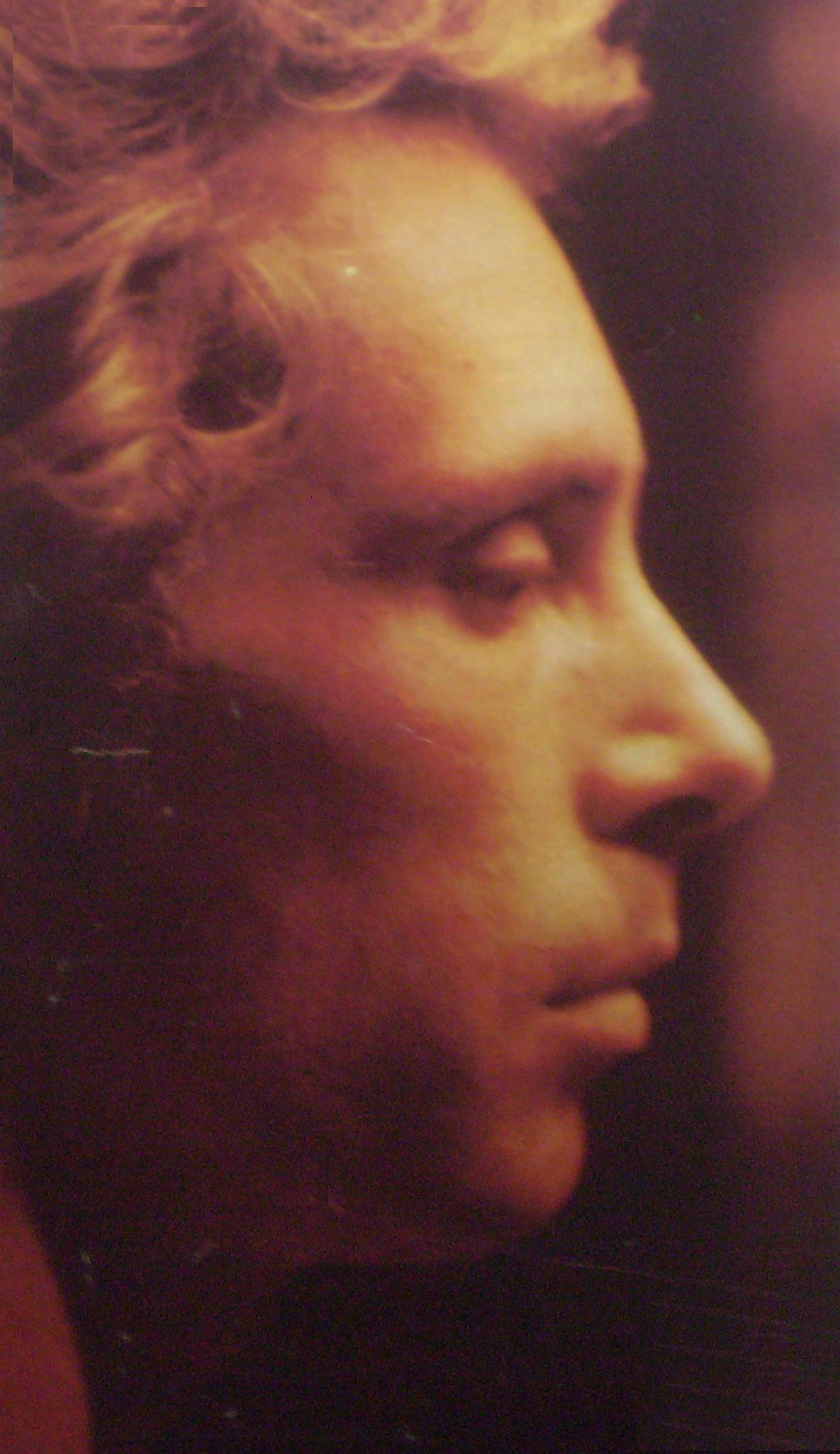
Jorge Donn, bailarín.

El Día del Bailarín se celebra en Argentina el 28 de febrero, en honor a la fecha de nacimiento del bailarín argentino Jorge Donn. Nació en El Palomar, Buenos Aires, en 1947. Estudió danza clásica con María Fux en la Escuela del Teatro Colón y con quince años debutó en la compañía de Maurice Béjart en Bruselas. Muchas obras de Béjart fueron creadas especialmente para él: Bhakti (1968), Nijinski, clown de Dios (1971), Golestan: el jardín de las rosas (1973), Lo que el amor me dice (1974), Nuestro Fausto (1975), Leda (1978), Adagietto (1981) y otras.
Desde 1976, Donn fue director artístico del Ballet del Siglo XX. En 1979, fue galardonado con el Dance Magazine Award. En 1988, formó su propia compañía L'Europa Ballet que existió corto tiempo y, en 1989, fue nominado por la Fundación Konex como uno de los mejores bailarines. Bailó con Maya Plisetkaya y participó de la película Los Unos y los Otros de Claude Lelouch.
Falleció el 30 de noviembre de 1992, en Lausana y fue homenajeado por muchos coreógrafos: Maurice Béjart con su Ballet por la vida, Denys Ganio Tango una rosa para Jorge Donn y Grazia Galante Masticando sueños.